# 中国2010年上海世界博览会丹麦馆
中国2010年上海世界博览会丹麦馆是2010年上海世博会上代表丹麦王国的展馆，位于世博园区C片区，主题为“幸福生活，童话乐园”。
丹麦馆由两个环形的轨道构成，设计受到了上海南浦大桥的启发。为传达绿色出行的理念，观众可以骑自行车在环形轨道上游玩。同时，在世博期间，丹麦国宝、根据安徒生童话《海的女儿》形象塑造的小美人鱼铜像将从哥本哈根来到上海放在展馆中央展出。作为互换，中国艺术家艾未未的作品将会在哥本哈根展出6个月。